# Невилл, Ральф, 1-й граф Уэстморленд
Ральф де Невилл, 1-й граф Уэстморленд (англ. Ralph de Neville, 1st Earl of Westmorland; ок. 1364 — 21 октября 1425) — английский аристократ и государственный деятель, 4-й барон Невилл из Рэби с 1388 года, 1-й граф Уэстморленд с 1397 года, сын Джона де Невилла и Мод Перси.
Занимал ряд должностей в Северной Англии. Комендант замка Карлайл (совместно с Томасом Клиффордом) с 26 октября 1385 года, смотритель Западной Шотландской марки с 27 марта 1386 года (до 1389 — совместно с Томасом Клиффордом), надзиратель королевских лесов к северу от Трента с 24 мая 1389 года.

## Происхождение
Ральф происходил из знатного английского рода Невиллов, который был вторым по значимости родом в Северной Англии после рода Перси. Его дед, Ральф де Невилл, 2-й барон Невилл из Рэби, имел владения в Дареме, Северном Йоркшире и Линкольншире с центром в Рэби в Дареме. Он был английским военачальником на службе у королей Эдуарда II и Эдуарда III, принимая участие в различных военных действиях против Шотландии. Он был одним из ближайших соратников Эдуарда Чёрного Принца, старшего сына Эдуарда III, участвуя в составе его армии в Столетней войне во Франции. Его старший сын Джон де Невилл, 3-й барон Невилл из Рэби, благодаря покровительству Джона Гонта, одного из сыновей короля Эдуарда III, и дружбе с Уильямом Латимером, 4-м бароном Латимером, на наследнице которого он позже женился, получил немало владений в Нортумберленде и Йоркшире и приобрёл большое личное богатство.
Мать Ральфа, Мод Перси, происходила из первого по значимости в Северной Англии — Перси. Она была дочерью Генри Перси, 2-го барона Перси и Идонеи Клиффорд, происходившей из ещё одного значимого североанглийского рода Клиффордов. От брака с Мод у Ральфа родилось 2 сына, Ральф и Томас, и несколько дочерей. Второй женой Ральфа была Элизабет Латимер, 5-я баронесса Латимер из Корби, от брака с которой родились сын Джон де Невилл, унаследовавший баронию матери, и дочь.

## Молодые годы
Документально год рождения Ральфа не зафиксирован, но поскольку в момент смерти отца в 1388 году сообщается, что его наследнику было 24 года, то он родился около 1364 года. Вероятно, что родился он в родовом замке Рэби в Дареме. Впервые в источниках он появляется в 1380 году, когда в возрасте 16 лет составе армии под командованием Томаса Вудстока, графа Бекингема отправился в военную экспедицию в Бретань. Хронист Жан Фруассар сообщает, что Ральф вместе с семью другими юношами был посвящён в рыцари в Сент-Омере. В Англию он вернулся весной 1381 года. Однако в дальнейшем его военная карьера, также как и у его отца и деда, была связана со службой в Англо-шотландском пограничье, где располагались владения Невиллов.
В конце 1381 года Ральф вместе со своим двоюродным братом Генри Перси, позже известного под прозвищем «Хотспер» (Горячая Шпора) командовал отрядом в схватке против шотландцев. В 1383 или 1384 году он вместе с отцом участвовал в получении последней части выкупа за Давида Брюса. После вторжения короля Ричарда II в Шотландию 26 октября 1385 года Ральф вместе со своим родставенником Томасом Клиффордом, сыном барона де Клиффорда, был назначен комендантом замка Карлайл. 27 марта 1386 года он также  получил должность хранителя Западной шотландской марки (также совместно с Томасом Клиффордом); одновременно его отец был назначен на должность хранителя Восточной шотландской марки.

## Барон Невилл
17 октября 1388 года умер его отец, после чего Ральф унаследовал все его владения и титул барона Невилла из Рэби. Впервые в парламент он был вызван 6 декабря. В октябре он был назначен в состав комиссии по обследованию пограничных укреплений, а весной 1389 году было возобновлено назначение на должность хранителя Западной Шотландской марки. Кроме того, 24 мая он получил назначение на должность надзирателя королевских лесов к северу от Трента, которую занимал до конца жизни. Также Ральфу было разрешено использовать лес в Раскелфе недалеко от Йорка и замка Шериф-Хаттоне и даровано право проводить еженедельную ярмарку в Мидлхеме.
В июле 1389 и июне 1390 года барон Невил участвовал в мирных переговорах с Шотландией. В июне 1391 года ему вместе с рядом других северных лордах было разрешено воевать с некоторым шотландцами. После того как в этом же году Томас Вудсток, герцог Глостер, принял крест, в декабре Ральф возглавил группу для выполнения обязанностей констебля Англии. В 1393—1394 годах Ральф вновь участвовал в мирных переговорах с Шотландией, которые были продолжением переговоров с Францией, которые проводились в начале 1390-х и закончились заключением перемирия в Леулингаме. В это же время он занимал должность мирового судьи в Северном и Западном райдингах Йоркшира. Возможно, что Ральф планировал участвовать в ирландском походе короля Ричарда II 1394—1395 годов, поскольку в ноябре, когда он сопровождал короля в Ирландию, им были назначены администраторы для управления своими владениями, однако никаких других свидетельств того, что Ральф действительно участвовал в походе, нет.
К 1390-м годам Невиллы в Северной Англии стали таким же влиятельным родом, как и Перси. Основными поместьями барона Невилла были Рэби и Брансепет в Дареме, а также Мидлхем и Шериф-Хаттон в Йоркшире. Однако хотя Ричард II и присвоил Генри Перси из Алника титул графа Нортумберленда в 1377 году, но у главы рода Невиллов графского рода не было, но Ральф был простым бароном. Отец и дед Ральфа имели тесные связи с королевским двором, а дяди, Александр Невилл, был одним из фаворитов Ричарда II, пока не был вынужден бежать в 1387 году из Англии. В свою очередь Ральф в 1390-е годы также стал значимым придворным. В мае 1395 года он был королевским рыцарем и в этом качестве получал ежегодную ренту в 130 фунтов. В последующие 2 года его положение значительно улучшилось. Причинами этого, возможно, было желание короля создать противовес влиянию Перси в Северной Англии.
Кроме того, Невиллы были близко связаны с Джоном Гонтом, герцогом Ланкастерским, дядей короля: отец Ральфа находился у того на службе и как минимум с 1366 года до самой смерти был его управляющим. Ральф хотя и не находился при жизни отца на службе у Гонта, но затем получал у того жалование и к 1397 году стал исполнителем воли герцога. Кроме того, после смерти в 1396 году первой жены, Маргарет Стаффорд, Ральф через несколько месяцев женился на Джоан Бофорт, легитимизированной дочери герцога от его любовницы Екатерины Суинфорд. Для Джоан это также был второй брак — она была вдовой Роберта Феррерса, 2-го барона Феррерса из Уэма. Этот брак отображал положение, которое барон Невилл занимал при королевском дворе. И он имел огромные последствия как для Невиллов, так и для всей английской знати в целом в середине XV века. Кроме того, своего старшего сына от первого брака, Джона Невилла, он женил на Элизабет Холланд, дочери Томаса Холланда, 2-го графа Кента, единоутробного брата короля.
Возросшее влияние при дворе позволило Ральфу преследовать интересы своей семьи в Ричмонде и других владения герцогов Бретонских в Англии, которые в 1370-х и начале 1380-х годов находились под управлением его отца. В 1390 году Ричмонд был передан в аренду на 12 лет Генри Фицхью, но в 1395 году тот согласился уступить аренду Ральфу. В ноябре 1396 года король предоставил барону Невиллу и его жене до конца жизни другую часть бретонских владений в Англии — Пенрит и Сауэрби. Спустя 11 месяцев это пожалование трансформировалось в наследуемое по мужской линии. Соответственно, брак предоставил Ральфу широкие возможности. И для более поздних споров для наследования его владений было очень важно то, что многие пожалования передавались ему совместно с женой.
В то время как барон Невилл увеличивал своё влияние при дворе, он практически никак не влиял на ситуацию в Англо-шотландском пограничье. В результате 1390-1396 годах Перси монополизировали должности хранителей Шотландских марок. Только после того как Ральф в феврале 1397 года временно приобрёл укреплённый замок Уарк-на-Твиде, который он выменял у Джона Монтегю, будущего 3-го графа Солсбери, ему удалось закрепиться в Восточной Шотландской марке.

## Граф Уэстморленд
Во время политических потрясений сентября 1397 года, в результате которых Ричард II расправился с лордами-апеллянтами, барон Невилл остался верен королю. Его значение для Ричарда II и Джона Гонта было продемонстрировано на суде над Ричардом Фицаланом, графом Арунделом на заседании парламента в сентябре 1397 года. Двое хронистов, Томас Уолсингем и Адам из Аска, сообщают, что Джон Гонт, который был председателем в качестве стюарда Англии, приказал Невиллу снять с Арундела пояс и алый капюшон. Также Уолсингем высказал предположение, что именно Ральф опекал Томаса де Бошана, графа Уорика, пока тот ждал рассмотрения своего дела в парламенте.
За проявленную лояльность король среди других своих сторонников наградил и барона Невилла: 29 сентября 1397 года ему был присвоен титул графа Уэстморленда. Хотя у Ральфа не было маноров в Уэстморленде, но это было ближайшее к его землям графство без титульного владельца. Чтобы новый граф имел базу в своём новом владении, ему было предоставлено королевское поместье Пенрит. На следующий день он в числе других дворян принёс присягу в Вестминстерском аббатстве, обещая исполнять принятые парламентом решения.

## Свержение Ричарда II
Однако верность графа Уэстморленда королю Ричарду II не выдержала испытанием временем, поскольку связи с Ланкастерами оказались более тесными. В сентябре 1398 года Ричард II изгнал из Англии бывшего апеллянта Генри Болингброка, графа Дерби, наследника Джона Гонта. 3 февраля 1399 года умер Джон Гонт, всегда остававшийся соратником короля. Его верность не поколебало даже изгнание сына. Смерть Гонта оказалась фатальной для короля, поскольку только старый герцог помогал поддерживать престиж короны. Наследником Джона Гонта по закону был изгнанный Генрих Болингброк, но король отказался признать завещание герцога: его огромные владения он раздал своим фаворитам. Приняв на себя управление наследством Ланкастеров, король подтвердил аннуитет в 500 марок, который Гонт предоставил Уэстморленду и его жене, но при этом как и при подтверждении других ланкастерских аннуитетов было добавлено ограничение. В своё время Гонт предоставил этот аннуитет вместо 400 марок, которые выделялись Джоан Бофорт и её первому мужу. Более важным испытанием верности Уэстморленда королю была передача Ричмонда сестре герцога Бретонского в декабре 1398 года.
Своим необдуманным Ричард II поступком продемонстрировал, что в Англии больше не действует закон о наследовании. Кроме того, король назначил на должности, связанные с управлением Англо-шотландским пограничьем, придворных, не проявлявших большого интереса к региону. Всё это, а также ущемление интересов самого графа Уэстморленда побудило его в 1399 году поддержать единокровного брата жены — Генри Болингброка.
В мае 1399 года король Ричард II отплыл в Ирландию, где восстали ирландцы. Отсутствием короля в Англии сполна воспользовался Генри Болингброк. Он уже 9 месяцев жил в Париже, вместе с ним там находились Томас Фицалан, наследник казнённого графа Арундела, и изгнанный архиепископ Арундел, брат казнённого графа. Они достаточно быстро узнали об экспедиции Ричарда и в конце июня, снарядив 3 корабля, отплыли из Булони. Адам из Уска сообщает, что Болингброка сопровождало не больше 300 соратников. Остановившись на некоторое время в Певенси, корабли доплыли до Равенскара (Северный Йоркшир). Эти земли были владениями Ланкастеров, здесь Болингброк мог рассчитывать на поддержку. Он объявил себя герцогом Ланкастером и 13 июля уже был в Дорнкастере. Согласно Адаму из Аска, там к нему присоединились граф Уэстморленд, а также граф Нортумберленд со старшим сыном Генри Хотспером. Это произошло через несколько дней после высадки Болингброка, вероятно, в начале июля. Под знамёна Болингброка стекались и простолюдины — у него присутствовало обаяние, которого был лишён Ричард. Причём людей оказалось настолько много, что часть из них Болингброк был вынужден распустить по домам.
Далее в сопровождении обоих графов Болигброк выступил на юг. Узнав о высадке в Англии Болингброка, Ричард 27 июля отплыл из Ирландии. Высадившись, он добрался только до замка Конуэй. Там к нему прибыл граф Нортумберлед, чтобы убедить Ричарда II покинуть замок. Нортумберленд передал королю требования Болингброка: король должен был вернуть тому всё отцовское наследство и восстановить его в правах. При этом право Болингброка на должность стюарда Англии должно было быть рассмотрено парламентом без вмешательства короля, а пятеро советников короля должны были предстать перед судом. Нортумберленд поклялся, что если требования будут выполнены, то Ричард сохранит корону и власть, а герцог Ланкастер выполнит все условия соглашения. Ричард согласился на все требования и выехал из замка в сопровождении небольшой свиты на встречу с двоюродным братом. Но по пути король попал в засаду, устроенную Нортумберлендом (однако последний потом отрицал это), и был отвезён в замок Флинт, где стал пленником Болингброка].
Граф Уэстморленд, вероятно, не сопровождал Нортумберленда в его миссии, а остался в Честере. Но когда Болингброк отправился в Лондон, сопровождая пленного короля, Уэстморленд вместе с Нортумберлендом 20 августа присоединились к нему.
Если изначально Болингброк желал вернуть себе незаконно отобранное, теперь он изменил свои намерения. Он понимал, что, получив свободу, Ричард начнёт мстить. Доверия к королю не было никакого. К тому же, по мнению Болингброка, Англия нуждалась в другом короле. Поскольку у Ричарда не было детей, в 1385 году парламент утвердил в качестве наследника Роджера Мортимера, 4-го графа Марча, который был по матери внуком Лайонеля, герцога Кларенса, второго сына Эдуарда III. Но Роджер погиб в 1398 году, его наследнику Эдмунду Мортимеру, 5-му графу Марч, было всего 8 лет. Генрих Болингброк был старше и опытнее, а восторженная встреча, которую ему оказывало население страны, убедила его в том, что англичане его примут в качестве короля. Хотя его отец и был младшим братом герцога Кларенса, но он мог обосновать свои права только происхождением по мужской линии, а не по женской.
29 сентября Ричард II в присутствии множества свидетелей подписал акт об отречении от престола, после чего положил корону на землю, отдавая её таким образом Богу. 28 и 29 сентября графы Уэстморленд и Нортумберленд были в делегациях, которые отправились в Тауэр к помещённому там Ричарду, чтобы убедить того отречься от престола. Их подписи присутствуют на документе об отречении. 30 сентября в Вестминстере собрался парламент, созванный по подписанному Ричардом по указанию Болингброка предписанию. При этом было объявлено, что собран не парламент, а ассамблея, созванная как парламент. В отличие от парламента, на ассамблее присутствия короля не требовалось. Трон остался пустым. Архиепископ Йоркский Ричард ле Скруп зачитал отречение короля, а также документ, в котором перечислялись все его преступления. Несмотря на то, что Ричард желал лично защищать себя, ему такой возможности предоставлено не было. Также была проигнорирована попытка епископа Карлайла и ряда других сторонников короля выступить в его защиту. В итоге отречение Ричарда было признано ассамблеей. Далее выступил Генрих Болингброк, предъявив свои претензии на трон, после чего его провозгласили королём. 13 октября он был коронован под именем Генриха IV.
Графы Уэстморленд и Нортумберленд входили в число уполномоченных от сословий, чтобы передать Ричарду II об отказе от принесённой ему феодальной присяги. Позже бывшего короля перевезли в замок Понтефракт в Йоркшире, где он вскоре умер или был убит.
Рассказы хронистов позволяют предположить, что граф Уэстморленд с готовностью поддержал смещение Ричарда II и возведение на престол Генриха IV. Хотя его поведение в 1399 году и последнее отношение к новому королю предполагают, что у него были серьёзные сомнения в праве Генриха IV на корону, но тесные связи с Ланкастерами, совместная служба с Болингброком и, возможно, реалистичная оценка ситуации, а также оценка выгоды, которую ему принесёт поддержка нового короля, привели его к лояльности к новому режиму, а также объясняют поддержку, которую Уэстморленд оказывал Генриху IV и Генриху V.

## Конфликт с Перси
В 1402 году был пожалован в рыцари ордена Подвязки, заменив скончавшегося Эдмунда Лэнгли, 1-го герцога Йорка. Невилл был сторонником короля Генриха IV. Позднее Невилл главным образом был занят охраной северных границ Англии, надзирая за западной пограничной полосой.
В 1415 году он одержал победу над шотландской армией в битве при Эверинге.

## Смерть и наследство
Ральф умер 21 октября 1425 года, вероятно, в родовом замке Рэби.
По завещанию Ральфа, составленному в 1424 году, он лишил детей, родившихся от первого брака, большинства владений, переданных детям от второго брака. Старший сын, Джон Невилл, умер раньше отца, его сын Ральф в завещании даже не упоминался. Ещё один сын, Ральф, женатый на дочери Джоан Бофорт от первого брака, по завещанию отца получал только маноры Байвелл и Стифорд в Нортумберленде. Основная же часть владений была унаследована сыновьями от второго брака. Ральф Невилл, унаследовавший в 1425 году титул графа Уэсморленда, в результате действий деда, которые названы историком Чарльзом Россом «амбициозным семейным мошенничеством», лишённый большей части законного наследства, безуспешно пытался его вернуть. Хотя по урегулированию 1443 года он смог получить Рэби, но остальные владения так и остались у потомков Джоан Бофорт. Во время войны Алой и Белой розы потомство 1-го графа Уэстморленда оказалось по разные стороны: внуки Маргарет Стаффорд были сторонниками Йорков, а дети и внуки Джоан Бофорт — Ланкастеров.

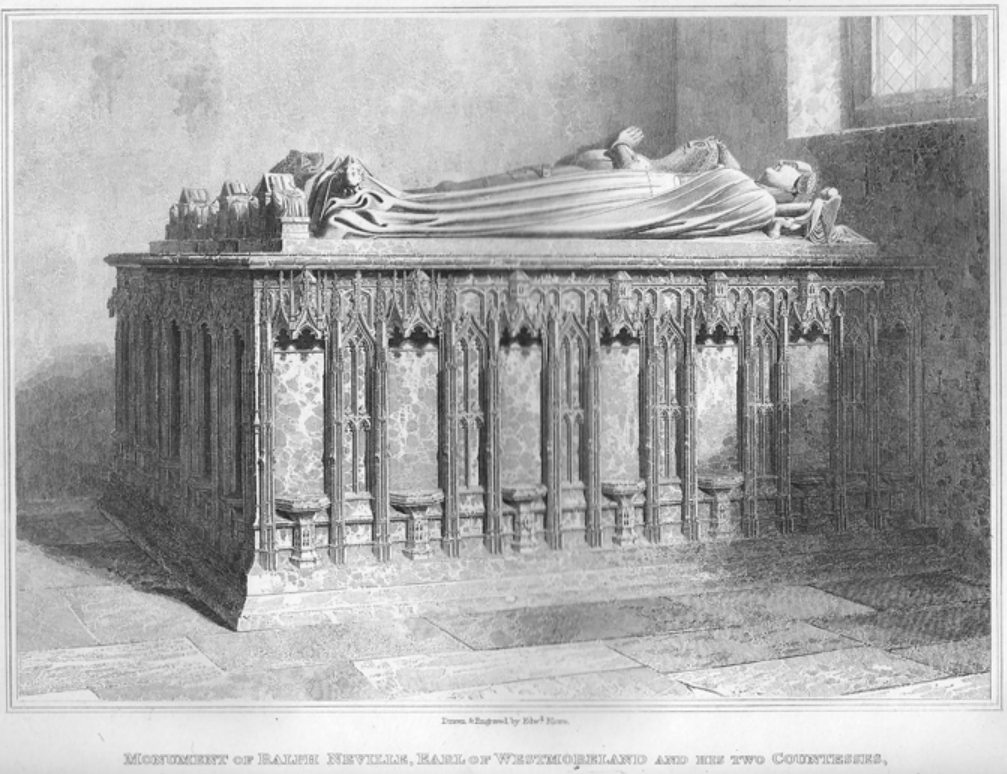
Надгробие Ральфа Невилла и его двух жён

## Браки и дети
1-я жена: примерно с 1382 Маргарет де Стаффорд (ок. 1364 — 9 июня 1396), дочь Хью де Стаффорда, 2-го графа Стаффорда, и Филиппы де Бошан. Дети:
- Матильда (Мод) де Невилл (ум. октябрь 1438); муж (ранее 6 августа 1400): Пьер де Моле (ок. 1378 — 6 сентября 1415), 5-й барон Моле[17][27][28].
- Элис Невилл (ок. 1384 — ?); 1-й муж: сэр Томас Грей из Хитона (30 ноября 1384 — 3 августа 1415); 2-й муж: сэр Гилберт Ланкастер[17][27][28].
- Филиппа Невилл (ум. между 8 июля 1453 и 5 января 1458); муж (ранее 20 июля 1399): Томас Дакр (27 октября 1387 — 15 января 1458), 6-й барон Дакр (с 1399)[17][27][28].
- Джон Невилл (до 1387 — до 20 мая 1420), барон Невилл (с 1397), хранитель Восточной Шотландской марки (с 1414); его сын Ральф Невилл после смерти деда в 1425 году унаследовал титул графа Уэстморленда[17][27][28].
- Элизабет Невилл, монахиня в аббатстве Минериз[17][27][28].
- Анна Невилл; муж (ранее 3 февраля 1413): сэр Гилберт де Умфравиль (18 октября 1390 — 22 марта 1421)[17][27][28].
- Ральф де Невилл (ок. 1392 — 25 февраля 1458), барон Байвелла и Стифорда[17][27][28].
- Маргарет Невилл (ум. 1464/1465); 1-й муж (ранее 31 декабря 1413): Ричард Скруп (31 мая 1393 — 29 августа 1420), 3-й барон Сруп из Болтона (с 1402); 2-й муж: Уильям Крессонер из Садбери[17][27][28].
- Анастасия Невилл[17][28].

2-я жена: с осени 1396 Джоан Бофорт (ок. 1379 — 13 ноября 1440), легитимизировання дочь Джона Гонта, 1-го герцога Ланкастера, от связи с любовницей (позже ставшей его 3-й женой) Кэтрин Суинфорд, вдова Роберта Феррерса, 2-го барона Феррерса из Уэма. Дети:
- Ричард (около 1400 — 30 декабря 1460) — 5-й граф Солсбери (по праву жены) с 1425[17][27][29]
- Кэтрин Невилл (около 1400 — 1483); 1-й муж: с 12 января 1412 Джон Моубрей (1389/1392 — 19 октября 1432), 5-й граф Норфолк, 3-й граф Ноттингем, 9-й барон Сегрейв и 8-й барон Моубрей с 1405, 2-й герцог Норфолк с 1425; 2-й муж: после 1440 Томас Стренгуэйс (ум. до 25 августа 1443); 3-й муж: до 25 августа 1443 Джон Бомонт (1409/1410 — 10 июля 1460), 6-й барон Бомонт с 1413, 1-й виконт Бомонт с 1440; 4-й муж: после 1465 Джон Вудвилл (ок. 1445 — 12 августа 1469)[17][27][30].
- Уильям Невилл (ок. 1401 — 9 января 1463), 6-й барон Фоконберг с 1429, 1-й граф Кент с 1461, лорд-адмирал Англии с 1462[17][27][31].
- Джордж Невилл (умер 30 декабря 1469), 1-й барон Латимер с 1432[17][27].
- Роберт Невилл (1404 — 9 июля 1457), епископ Солсбери в 1426—1438, епископ Дарема с 1438[17][27][32].
- Элеанор Невилл (умерла 1472); 1-й муж: после 23 мая 1412  Ричард ле Деспенсер (1396 — 7 октября 1414), 4-й барон Бергерш с 1409; 2-й муж: с 1414 Генри Перси (1393 — 22 мая 1455), 2-й граф Нортумберленд с 1416[17][27].
- Эдуард (ум. 1476) — 3-й барон Бергавенни с 1450[17][27][33]
- Анна Невилл (умерла 20 сентября 1480); 1-й муж: до 18 октября 1424 Хамфри Стаффорд (1402 — 10 июля 1460), 7-й барон Стаффорд, 7-й барон Одли и 6-й граф Стаффорд с 1403 года, 1/3-й граф Бекингем с 1438 года, 1-й герцог Бекингем с 1444 года, граф Перш с 1431 года, лорд-верховный констебль Англии 1403—1455, 1456—1460; 2-й муж: с 1467 Уолтер Блаунт (около 1420 — 1 августа 1474), 1-й барон Маунтжой с 1465[17][27].
- Сесили Невилл (3 мая 1415 — 31 мая 1495); муж: до 18 октября 1429 Ричард Плантагенет (21 сентября 1411 — 30 декабря 1460), 3-й герцог Йоркский с 1415, 6-й граф Марч, 8-й граф Ольстер, 8-й барон Мортимер из Вигмора с 1425, 2-й граф Кембридж с 1426[17][27][34].
- Джоан Невилл, монахиня, аббатиса Баркинга[17][27].
- Джон Невилл (умер ребёнком)[17][27][34].
- Кутберт Невилл (умер ребёнком)[17][27][34].
- Томас Невилл (умер ребёнком)[17][27][34].
- Генри Невилл (умер ребёнком)[17][27][34].

## В литературе
Персонаж Уэстморленда в пьесе Уильяма Шекспира «Генрих V» был основан на Невилле. Версия, что праправнук Невилла сэр Генри Невилл написал работы Уильяма Шекспира была высказана Брендой Джеймс и профессором Уильямом Рабинштайном.

## Титулы и звания
- Граф Уэстморленд
- Барон Невилл из Рэби
- Граф Маршал